# ウラヌス・オービター・プローブ

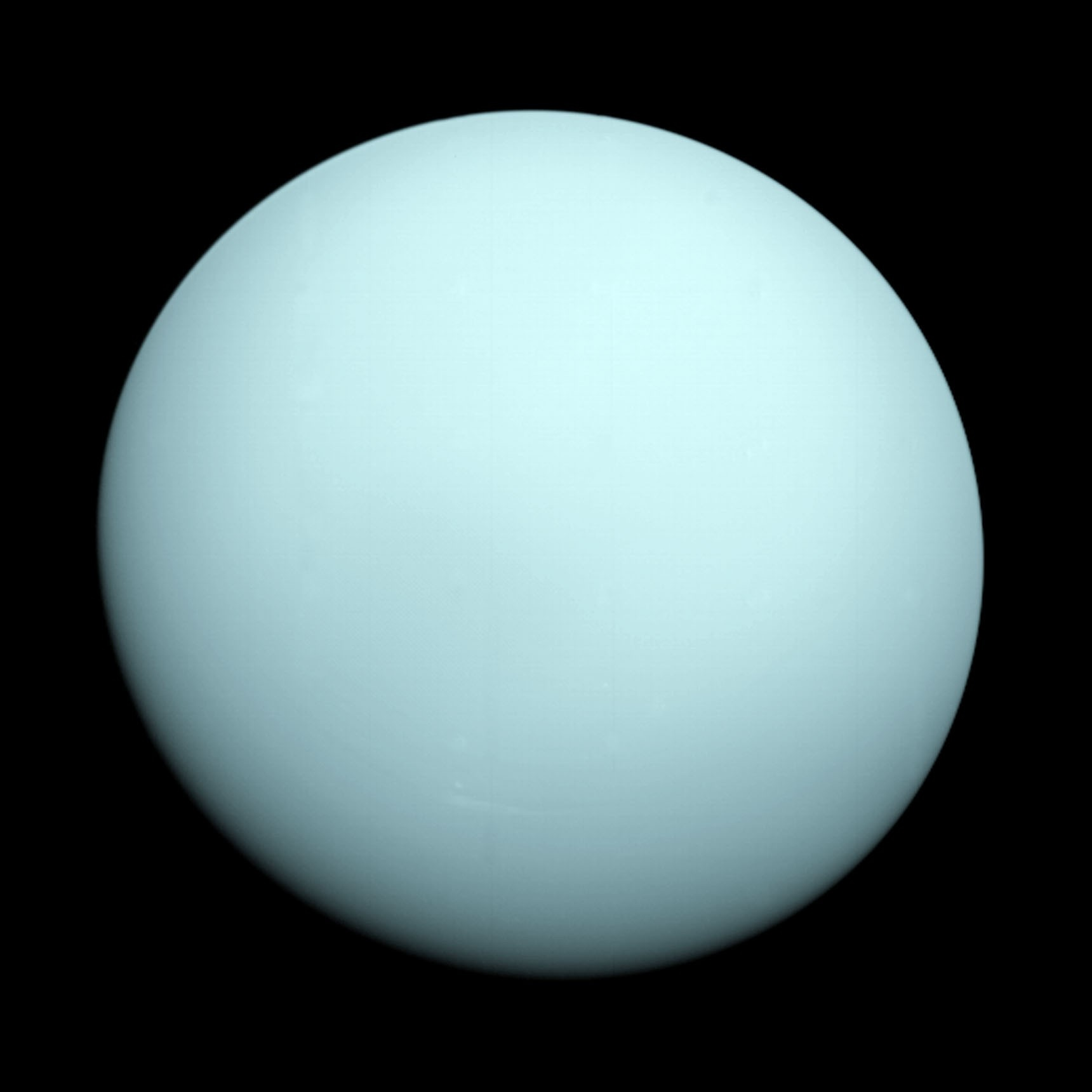
ボイジャー2号による天王星の画像

ウラヌス・オービター・プローブ(Uranus orbiter and probe)は、天王星探査のミッションである。Planetary Science Decadal Survey 2013-2022により、2011年に初めてアメリカ航空宇宙局(NASA)に勧告された。
NASAは、2017年に科学コミュニティから提案された20のミッション計画を、軌道や特定の目的に必要な技術等を考慮して評価した。惑星の位置と配列のため、天王星の方が海王星よりも有利であった。採択されると、提案されたミッションの打上げは、毎年21日間の打上げ窓で2020年代に行われることとなった。

## 概要
評価の結果、ウラヌス・オービター・プローブは、マーズ2020、エウロパ・クリッパーに次ぐ3番目の優先順位のフラッグシップミッションとなった。打上げ機として、ボーイングからスペース・ローンチ・システムが提案された。
天王星までの化学推進航行は可能であるが、宇宙船の質量を増やせることから、太陽電気推進（NEXTイオンスラスタ）がミッション前半のオプションとされた。委員会により、ミッションのコンセプトが以下の3つに狭められた。
|                | フライバイ及び大気プローブ | オービタ及び大気プローブ     | オービタのみ                 |
| -------------- | -------------------------- | ---------------------------- | ---------------------------- |
| 科学的な目的   | 内部構造、組成             | 内部構造、組成、衛星、磁気圏 | 内部構造、組成、衛星、磁気圏 |
| 科学ペイロード | 3個 (50kg)                 | 3個 (50kg)                   | 15個 (50kg)                  |
| 推進           | 化学推進及び太陽電気推進   | 化学推進                     | 化学推進                     |
| 飛行期間       | 10年                       | 15年                         | 15年                         |
| 軌道上の期間   | フライバイ                 | 3年                          | 3年                          |
| 出力           | 4 MMRTG 425 W              | 4 MMRTG 376 W                | 5 MMRTG 470 W                |

このミッションの大気プローブでは、雲を構成する分子の垂直分布、熱の層化、深さと風速の関係等を調査する。プローブの質量は30kgで、直径は約0.5mである。
また、ニューフロンティア計画で勧告された、天王星に向けたそのようなオービタを開発する研究もある。